# خميس ترنان
الشيخ خميس ترنان (بنزرت 1894- 31 أكتوبر 1964). نشأ في عائلة ذات أصول أندلسية، استقرت في بادئ الأمر بالجزائر ثم إنتقلت إلى مدينة بنزرت أين توارثت صنعة الحياكة وفن مالوف الجد فلقبت بالترنان. وبعد أن درس القرآن الكريم دخل المدرسة الابتدائية وتتلمذ على يد الأستاذ عبد الرحمان قيقة الذي يقول عنه انه اشتهر بالعزف على الشبابة. إحدى أشكال آلة الناي، أثناء الراحة بين الدروس، كما كان يتردد رفقة والده على حلقات الإنشاد الصوفي والطرقي حيث تعلم على عمه محمد الترنان شيخ عمل الطريقة العيساوية ببنزرت. ثم شارك في المجموعات الصوتية للمدائح (المولدية والقادرية والسلامية ) حوالي سنة 1908.انتقل إلى العاصمة سنة 1917 على إثر القرعة اللتي أفضت إلى تجنيده ضمن القوات الفرنسية ولكن شهرته في الوسط الفني وتدخل صهر الباي كانت سبب إنقاذ الناصر باي له من الخدمة العسكرية.
إثر ذلك استقر بالعاصمة ليحترف الغناء في المقاهي ومجالس الفن الخاصة والعامة، وقد كان ميالا إلى الغناء الشرقي من جراء تأثره بما تروجه الأقراص المصرية من قصائد وأدوار و مواويل. في الأثناء اتصل بكبار شيوخ الفن فتعلم العزف على آلة العود العربي وبرع فيه حتى تفوق على معاصريه واتصل كذلذ بكبار شيوخ المالوف وتتلمذ عليهم، أمثال الشيخ البشير خلاص والشيخ أحمد الطويلي الذي ضمه إلى جوقته التي تكونت بمقهى المرابط بالمدينة العتيقة من سنة 1919،و استمرت إلى ما بعد الثلاثينات وقد حازت على شهرة كبيرة وأصبحت مقصد أقطاب الفن، توفي الشيخ خميس ترنان يوم 31 سبتمبر 1964 تاركا ذخرا كبير من التراث الموسيقي التونسي.

## مسيرته
ومكث الشيخ الترنان بعد ذلك في العاصمة لينمي حفظه للمالوف عن الشيخ أحمد الطويلي ويتدرب على العزف على العود التونسي ويصبح مزاحما للعوادين المشهورين آنذاك مثل محمد المغيربي ولللو بالششى ومحمد بن عبد السلام وصارت له فرقة خاصة تقيم الحفلات الخاصة والعامة واشتهرت بحفلاتها الأسبوعية بمقهى المرابط بأسواق مدينة تونس التي يؤمها الأدباء والفنانون آنذاك.

## اتصاله بالبارون ديرلنجي
لما ذاع صيت خميس ترنان وبلغت شهرته مسامع البارون ديرلنجي، تنقل خصيصا إلى مقهى المرابط واتصل به والحقه بجوقته وضمه إلى فريقه بقصره بضاحية سيدي بوسعيد، أين احتك بالشيخ علي المصري الحلبي المشهور بالدرويش، الذي دون عنه مجموعة من نوبات المالوف التونسي، وهي محفوظة بأرشيف مركز الموسيقى المتوسطية النجمة الزهراء بسيدي بوسعيد. كما تعلم عليه أصول التدوين الموسيقي بالطريقة الغربية الحديثة والعزف على آلة الناي ويعتبر بذلك أول تونسي تعلم تلك الآلة التي عوضت آلة الفحل.

## مشاركته في مؤتمر القاهرة
شارك الشيخ خميس الترنان مع البارون ديرلنجي في مؤتمر الموسيقى العربية بالقاهرة سنة 1932 كعازف عود عربي وسجل رفقة زملائه نماذج من المالوف التونسي تتصدرها نوبة رصد الذيل وشواهد الاستخبارات والقصائد و العروبيات وجميع أغاني المناسبات ومجموعة منالأغاني الحضرية والبدوية.

## تأسيس الرشيدية
عملا بتوصيات مؤتمر الموسيقى العربية بالقاهرة، ساهم خميس الترنان مع مجموعة المثقفين والفنانين في تأسيس جمعية المعهد الرشيدي للموسيقى التونسية سنة 1934، والتي كانت ترمي إلى حفظ التراث الموسيقي التونسي وتثمينه، فشارك بالعزف على العود العربي في جميع الجوقات المتعاقبة وترأس في سنة 1940 لجنة جمع التراث وتدوينه. كما يعود له الفضل في حفظ جانب وفير من المالوف للأجيال المتعاقبة حيث تخرج على يديه عديد الفنانين وحفاظ المالوف وظاساتذة الموسيقى من بينهم الدكتور صالح المهدي و الشيخ الطاهر غرسة.
سافر عدة مرات إلى ألمانيا مع ثلة من الفنانين منهم محمد العقربي ومحمد التريكي ومحمد القادري وحبيبة مسيكة حيث سجّل عدة اسطوانات للمالوف والتقاسيم والأغاني التونسية والطرابلسية، كما سافر إلى القاهرة سنة 1932 ليشارك ضمن الوفد التونسي في المؤتمر الأول للموسيقى العربية.

## من موشحاته
- طاف بالصهباء بدريلأحمد خيرالدين
- من رنة العيدان للطاهر القصار
- القصائد مثل يا زهرة غضت وضاع أريجها لمحمد السعيد الخلصي

ومجموعة كبيرة من الأغاني كانت جلها تعتبر شواهد على أصالة المقامات العربية.

## أثره
فالشيخ خميس ترنان يعتبر المثال الأول لإثبات الروح التونسية في الوسط الفني وبين الشبان ويرجع إليه أكبر نصيب فيما سجل من المالوف سواء عن طريق الكتابة أو بواسطة إذاعات الرشيدية وفرقة الإذاعة، وفي المجموعة التي سجلتها الرشيدية لإذاعة باريس والتي تعتبر من التراث ويلاحظ بروز صوته فيها وهي تشتمل على 12 نوبة مالوف فقد رفع لواء الفن مدة نصف قرن كان المثال الأعلى في الأخلاق الحميدة والسلوك الحسن.

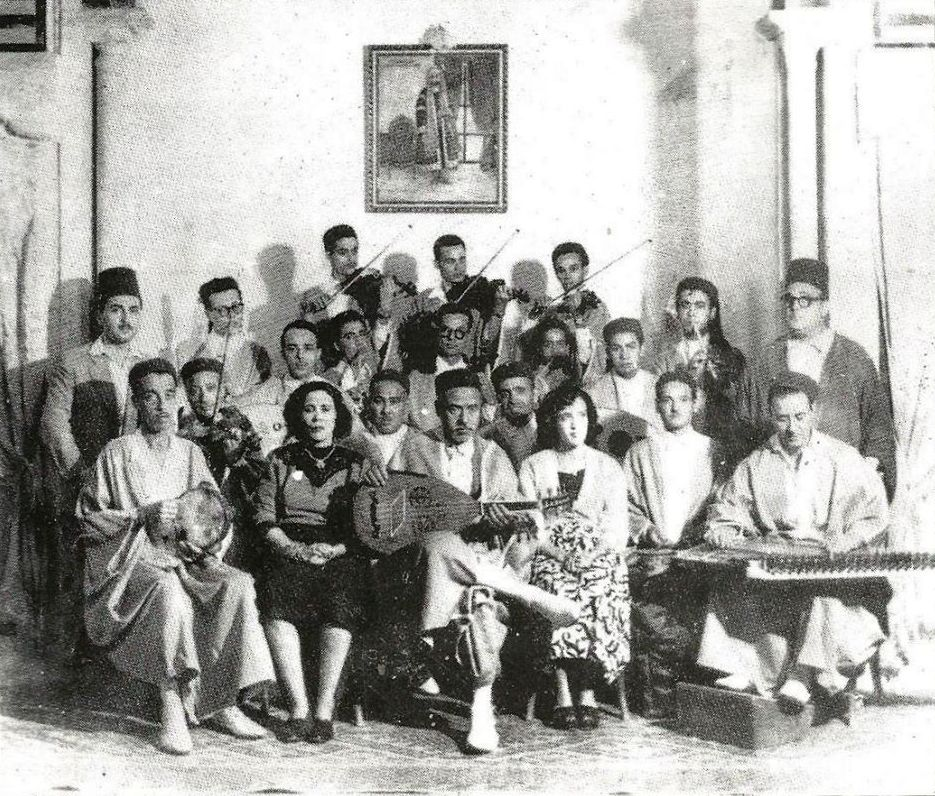
صليحة ضمن فرقة الرشيدية. في وسط الصورة أيضاً خميس ترنان

## مواضيع ذات صلة
- جماعة تحت السور
- المدرسة الرشيدية
- الصادق ثريا
- شافية رشدي